# Saluggia
Saluggia (Salugia in piemontese) è un comune italiano di 3 771 abitanti della provincia di Vercelli in Piemonte. Il comune è noto in Italia e all'estero per la produzione di fagioli e per ospitare un Impianto EUREX.

## Geografia fisica

### Geografia e idrografia
Il territorio comunale di Saluggia è posto nella Riserva Naturale Speciale dell'Isolotto del Ritano che, posto all'interno dei confini territoriali, in località Dorona, presenta un interessante sistema di sbarramenti, bacini, canali d'irrigazione realizzati nell'Ottocento per definire meglio i confini.
Il canale più importante, il Canale Farini, che è intitolato a Luigi Carlo Farini che ne volle la costruzione per finalità risicole e realizzato a partire dal 1868 per scremare la portata del canale Cavour, grazie all'apporto di acqua della Dora Baltea che va a mescolarsi a quella del Po.
La lunghezza di questo canale è di appena 3 chilometri, ma dispone di una portata di 70 metri cubi d'acqua al secondo, che lo rende particolarmente importante per l'irrigazione (la sua sezione è ampia quasi quanto il letto della Dora Baltea).

## Storia
Il paese di Saluggia posa presso un ripido argine scavato dalla Dora Baltea. Gli storici fanno risalire le origini del nome di Saluggia al popolo dei Salluvii, primi abitanti della zona, oppure ai salici che crescevano in abbondanza o, ancora, all'enorme solco scavato dalla Dora.
I Romani occuparono il luogo fino al 400 d.C. circa, quando ebbero inizio le invasioni barbariche nella zona, la prima delle quali da parte dei Visigoti di Alarico nel 401-402. La prima notizia certa su Saluggia si ha in un documento di Ottone II del 999, nel quale si descrive la "corte di Saluggia".
 In alcune cartine ritrovate negli archivi comunali, sono raffigurate la planimetria dell'abitato e del territorio: da evidenziare una fortificazione con sei torri, di cui tre indicate in cartina, la quarta abbattuta per la costruzione di un magazzino del feudo e altre due pure abbattute per la costruzione del palazzo dei feudatari conti Mazzetti-Pastoris, eretto nella metà del Seicento, ora sede municipale.
Nel 1440 il feudo di Saluggia venne assegnato dal marchese di Monferrato alla famiglia Mazzetti, che ne mantenne il titolo sino all'estinzione del casato nel 1841. Dal 1631 con il trattato di Cherasco, il possedimento passò nel territorio dei Savoia e perse ogni importanza strategica e militare nel suo territorio, tanto che da quella data iniziarono le demolizioni delle fortificazioni medievali presenti.

### Simboli
(Descrizione araldica dello stemma)
Il gonfalone è un drappo di rosso.

## Monumenti e luoghi d'interesse

### Architetture religiose

#### Chiesa Parrocchiale di San Grato
Costruita alla fine del Cinquecento, la chiesa è stata fortemente rimaneggiata nei secoli successivi.

#### Chiesa di San Bonaventura

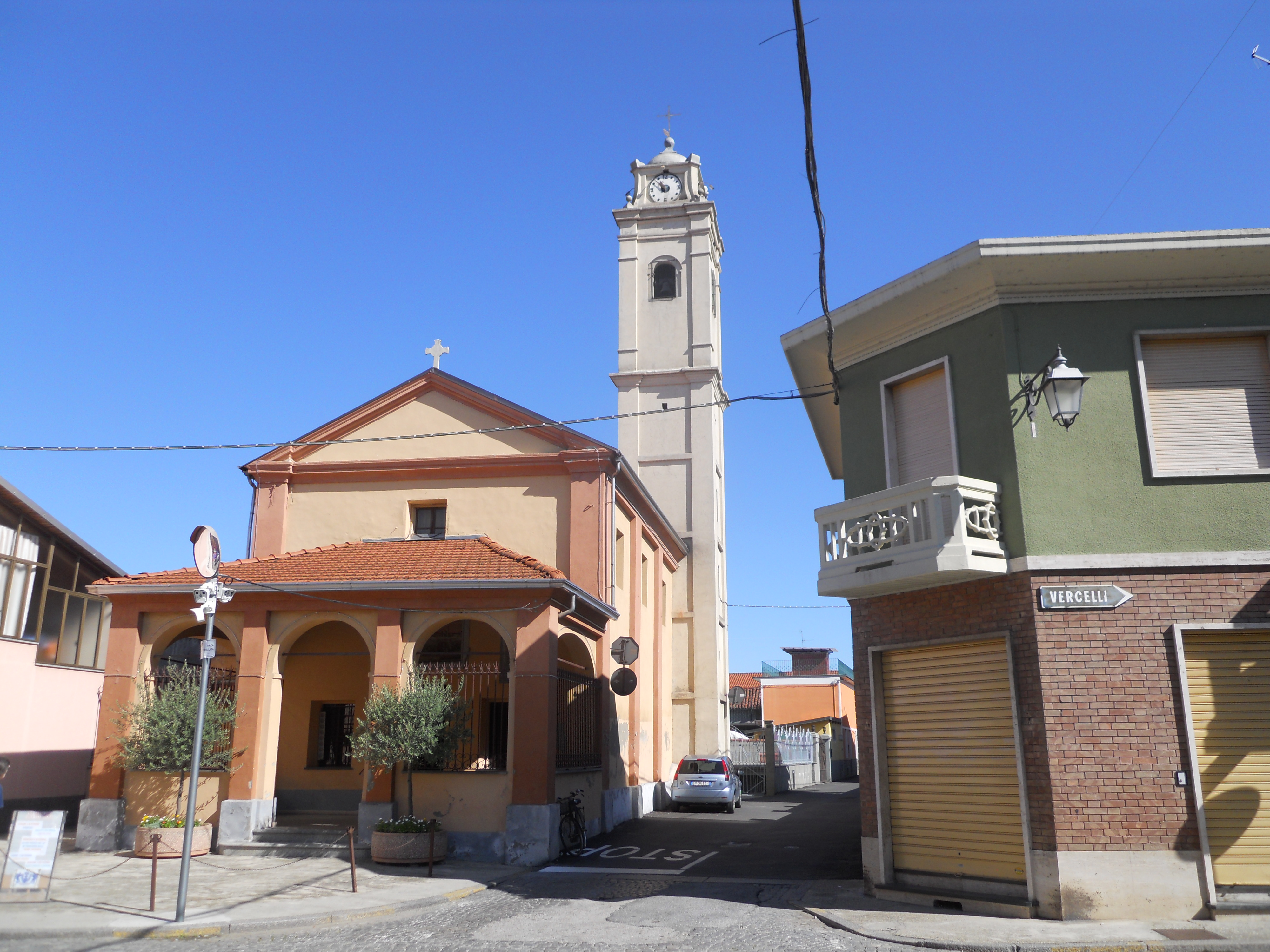
La chiesa di San Bonaventura

La chiesa di San Bonaventura venne eretta in adempimento del voto fatto dai saluggesi per essere stati salvati un assalto spagnolo. Il fatto, ampiamente documentato, avvenne il 14 luglio 1643. La festa del rione dove si trova la chiesa, coincide con l'annuale fiera del paese, autorizzata dal re Carlo Felice nel 1829, che si tiene il 15 luglio.

### Architetture civili

#### Palazzo Mazzetti-Pastoris
Fu residenza locale dei feudatari conti Mazzetti, attualmente è sede del municipio locale.

#### Villa Incisa
Di origine medievale, è dotata di un grande parco.

### Altro

#### Via Francigena
Nel territorio del comune passa il tracciato storico della Via Francigena, proveniente da Chivasso e Torrazza Piemonte e dirigentesi successivamente verso Lamporo.

## Società

### Evoluzione demografica
Abitanti censiti

### Etnie e minoranze straniere
Gli stranieri residenti a Saluggia al 31 dicembre 2017 sono 391 e rappresentano il 9,5% della popolazione residente.
La comunità straniera più numerosa è quella proveniente dalla Romania con il 39% di tutti gli stranieri presenti sul territorio, seguita dal Marocco (19,2%) e dalla Nigeria (8,7%).
| Paese   | Numero |
| ------- | ------ |
| Romania | 153    |
| Marocco | 75     |
| Nigeria | 34     |

### Tradizioni e folclore
Tre sono le occasioni più interessanti in cui visitare il Comune di Saluggia: le feste patronali di San Grato e di Sant'Antonino e il tradizionale Natale in piazza don Secondo Pollo.
 Le prime due si celebrano rispettivamente la prima domenica di settembre e la penultima di agosto; ad attirare un numero notevole di persone è anche la distribuzione gratuita di bevande e dolci locali (canastrej e tortet).
Particolare e degno di nota è anche il Carnevale di Saluggia, celebrato ogni anno con grande solennità. La tradizione vuole che il Re e la Regina del Fagiolo (simbolo rappresentativo del Comune) prendano "a prestito" per i successivi tre giorni le chiavi del paese consegnate loro dal sindaco, governando allegramente per tutta la durata del Carnevale. Anche in questa occasione, è tradizionale la distribuzione gratuita dei cibi tipici di Saluggia, in particolare dei suoi fagioli cucinati sulla piazza ed elargiti a mezzogiorno della domenica, dopo la benedizione del parroco. Nell'unica frazione di Sant'Antonino il Carnevale viene festeggiato con una festa propria.
La parlata tradizionale è il dialetto saluggino; recentemente, per salvaguardarne la sopravvivenza, sono state intraprese numerose iniziative, una delle quali è costituita dalla compagnia teatrale "Scenario Traballante", apprezzata grazie ai suoi lavori in saluggino.

## Geografia antropica

### Rioni
Da molti secoli Saluggia è divisa in quattro "rioni", ognuno dei quali ha una sua chiesa o cappella quale punto di riferimento.
- Rione San Giovanni, con sede presso la locale chiesa di San Giovanni che fu cappella dei feudatari conti Mazzetti.
- Rione San Rocco e San Sebastiano, con sede presso la locale chiesa di San Rocco e San Sebastiano, costruita nel Seicento quale lazzaretto per gli appestati.
- Rione San Giuseppe, con sede presso la cappella locale costruita nel 1974 per la casa di riposo.
- Rione San Bonaventura, con sede presso la locale chiesa di San Bonaventura.

## Economia
Tradizionalmente, Saluggia è conosciuta come "il paese dei fagioli", famosi in Italia e all'estero. Attualmente, la produzione di questo legume è diventata molto onerosa a causa dell'impossibilità di meccanizzare la coltivazione, ma il fagiolo è prodotto ancora in quantità apprezzabili. Il grano e il mais sono ancora coltivati. Il territorio pianeggiante può contare su una capillare rete di irrigazione per i terreni agricoli.
Dal 1956 Saluggia non si limita a essere il paese dei fagioli, ma anche dell'atomo e delle tecnologie più avanzate in campo biomedicale: il moderno impianto SORIN ne è la testimonianza. Vengono quindi abbandonate le tradizionali fabbriche di "ciabò" e del settore tessile, importanti nei primi decenni del secolo.
Vi è anche presente il Centro ricerche Saluggia dell'ENEA, sede tra le altre cose dell'impianto EUREX (sito che ospita scorie nucleari oggi gestito della SOGIN) e del reattore sperimentale Avogadro RS-1 (chiuso nel 1971).

## Amministrazione
L'elenco dei sindaci è noto fino ai tempi dell'annessione della città a Casa Savoia (1621).
| Periodo         | Periodo         | Primo cittadino              | Partito | Carica                  | Note |
| --------------- | --------------- | ---------------------------- | ------- | ----------------------- | ---- |
| 7 maggio 2012   |                 | Firmino Barberis             |         | Sindaco                 |      |
| 31 gennaio 2012 |                 | Mariano Savastano            |         | Commissario Prefettizio |      |
| 2007            | 30 gennaio 2012 | Marco Pasteris               |         | Sindaco                 |      |
| 2002            | 2007            | Franco Barbero               |         | Sindaco                 |      |
| 1997            | 2002            | Bonifazio Incisa di Camerana |         | Sindaco                 |      |
| 1992            | 1997            | Franco Pozzi                 |         | Sindaco                 |      |
| 1992            | 1992            | Graziana Lucca               |         | Commissario Prefettizio |      |
| 1991            | 1992            | Franco Pozzi                 |         | Sindaco                 |      |
| 1990            | 1991            | Flavio Bruzzesi              |         | Sindaco                 |      |
| 1985            | 1990            | Pietro Vallino               |         | Sindaco                 |      |
| 1980            | 1985            | Giovanni Olivero             |         | Sindaco                 |      |
| 1976            | 1980            | Giovanni Olivero             |         | Sindaco                 |      |
| 1975            | 1976            | Leone Gualtiero              |         | Sindaco                 |      |
| 1970            | 1975            | Leone Gualtiero              |         | Sindaco                 |      |
| 1958            | 1970            | Angelo Lombardi              |         | Sindaco                 |      |

### Gemellaggi
- Russi, dal 1995[9]